# Бабаево (Даниловский район)
Бабаево — деревня в Даниловском районе Ярославской области. Входит в состав Дмитриевского сельского поселения.

## География
Находится в северо-восточной части Ярославской области на расстоянии приблизительно 12 км на юг-юго-запад по прямой от железнодорожного вокзала города Данилова, административного центра района у трассы М-8.

## История
В 1859 году здесь (деревня Даниловского уезда Ярославской губернии) было учтено 6 дворов, в 1898 — 6.

## Население
Численность населения: 52 человека (1859 год), 156 (русские 97 %) в 2002 году, 121 в 2010.